# Poa fax
Poa fax è una pianta appartenente alla famiglia delle Poaceae, nativa degli stati australiani dell'Australia Occidentale, Australia Meridionale, Nuovo Galles del Sud e Victoria.

## Etimologia
Questa specie ha il nome scientifico più corto tra tutte le piante. Poa viene dal termine greco per fieno (πόα), mentre fax viene dal latino e indica la torcia, riferendosi alla sua infiorescenza densa, a forma di spiga, che ricorda una torcia con lingue di fuoco ascendenti.